# 杜浒
杜浒（1975年1月—），四川人，毕业于中共中央党校研究生院经济学（经济管理）专业，前中共四川省成都市彭州市委副书记、市长，2014年10月30日，杜浒遭到中纪委调查。2015年1月，四川省成都市纪委将杜浒移送司法机关。四川在线称杜浒的落马与李春城、高志坚等周永康的士卒有关。

## 生平
1975年1月，杜浒出生在四川省蒲江县。
1993年9月，杜浒在四川省财政学校财会专业学习，1995年7月，学成毕业。同年10月，杜浒被分配到四川省成都市大邑县工商局。
1996年9月，杜浒在成都市大邑县委组织部工作，第二年5月，转调大邑县政府办公室，10月转调大邑县委常委办办公室，1998年1月，杜浒升职为大邑县委常委办公室副主任。
1998年5月，杜浒下调大邑县西岭镇，6月担任大邑县西岭镇镇长助理，7月担任大邑县西岭镇党委副书记，不久之后担任大邑县青霞乡党委书记。第二年8月，杜浒升职为大邑县财政局党组副书记、副局长。2000年4月，杜浒担任大邑县财政局党组书记、局长。2002年12月，杜浒担任大邑县委常委、县委宣传部部长。2004年12月，杜浒转调邛崃市委常委，第二年1月，担任邛崃市委常委、羊安镇党委书记。2006年12月，担任邛崃市委常委、市委统战部部长、市总工会主席、羊安镇党委书记。2007年4月，担任邛崃市委常委、市委统战部部长、羊安镇党委书记。2008年3月，杜浒担任邛崃市委常委、副市长。同年6月到8月，杜浒担任邛崃市委常委、副市长、工业集中发展区党工委副书记、管委会主任。8月到11月，又任职邛崃市委常委、副市长、工业园区党工委副书记、管委会主任。11月到第二年3月，杜浒担任邛崃市委常委、副市长、临邛工业园区党工委书记。
2009年3月，杜浒转调四川省省会成都市，担任共青团成都市委书记、党组书记。2009年4月到2010年6月，杜浒担任共青团成都市委书记、党组书记兼市青年联合会主席。
2010年6月到2011年1月，35岁的杜浒担任中共彭州市委副书记、彭州市人民政府党组书记、彭州市人民政府副市长、代理市长，成都市石化基地管委会副主任、党工委委员。2011年1月到2014年10月，杜浒担任中共彭州市委副书记、彭州市人民政府党组书记、彭州市人民政府市长，成都市石化基地管委会主任、党工委委员。
2014年10月30日，中纪委官方网站宣布杜浒已经遭到调查。2015年1月31日，四川省官方网站宣布正在侦查杜浒犯罪行为。